# Monte Shahdagh

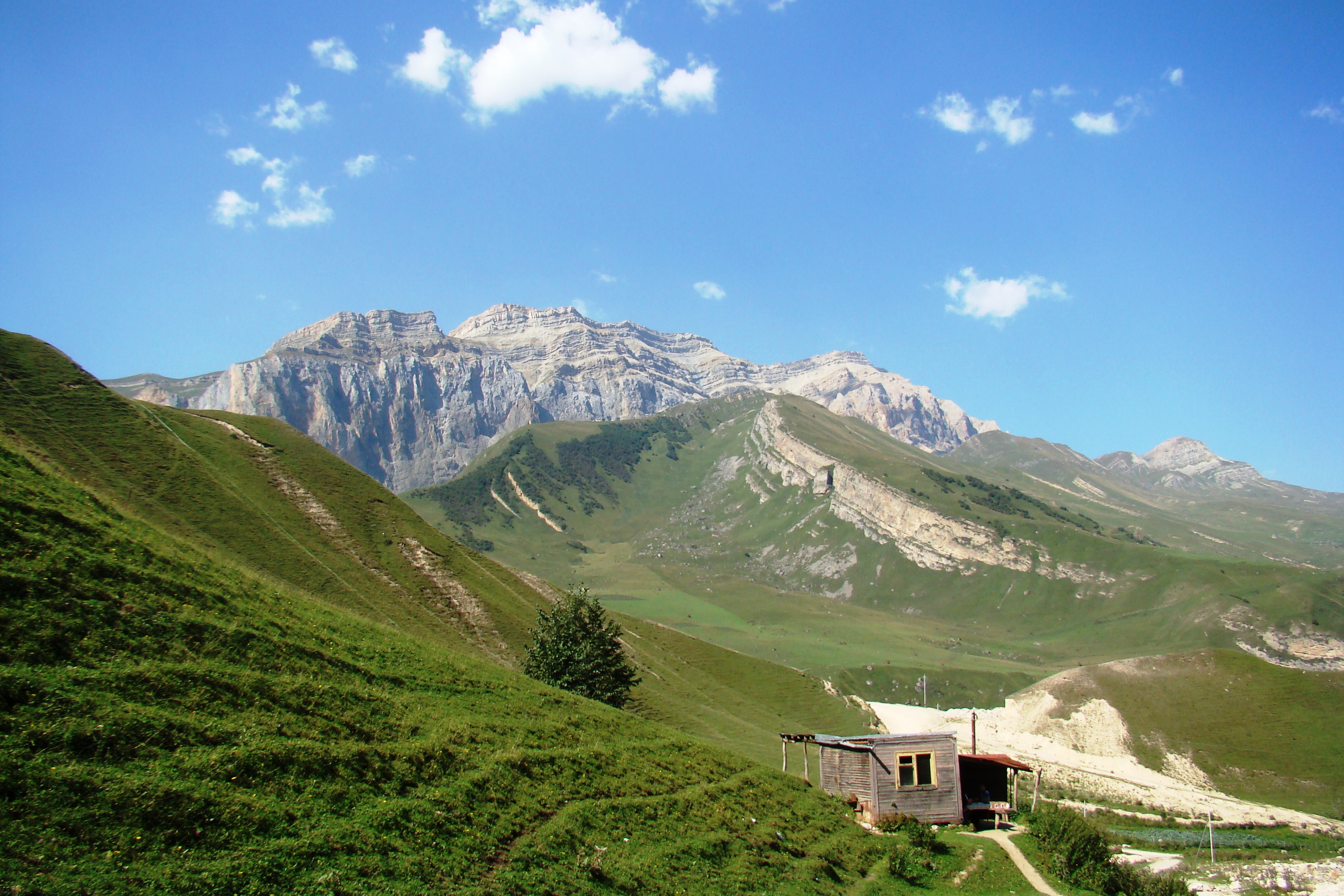
Monte Shahdagh en el raión de Qusar (2013).

El monte Shahdagh (en idioma azerí: Şahdağ), es un pico de montaña de la cordillera del Gran Cáucaso, ubicado en  el raión de Gusar de Azerbaiyán, cerca de la frontera con Rusia. La elevación del monte es de 4.243 metros sobre el nivel del mar. Se han descubierto viviendas prehistóricas en cuevas situadas en la base de la montaña, lo que indica la habitación por más de 9.000 años.

## Descripción
El punto más alto cercano es el monte Bazarduzu, de 4.466 metros sobre el nivel del mar a 13.9 km al oeste del Shahdagh. El área está escasamente poblada y la población principal más cercana es Ajty a 19.1 km al este del monte Shahdagh. Entre las rocas terrestres de Shahdag se encuentran la cal de magnesio, la piedra caliza y el mármol. Las temperaturas de invierno en Shahdag son de un promedio -20 °C.

## Actividades

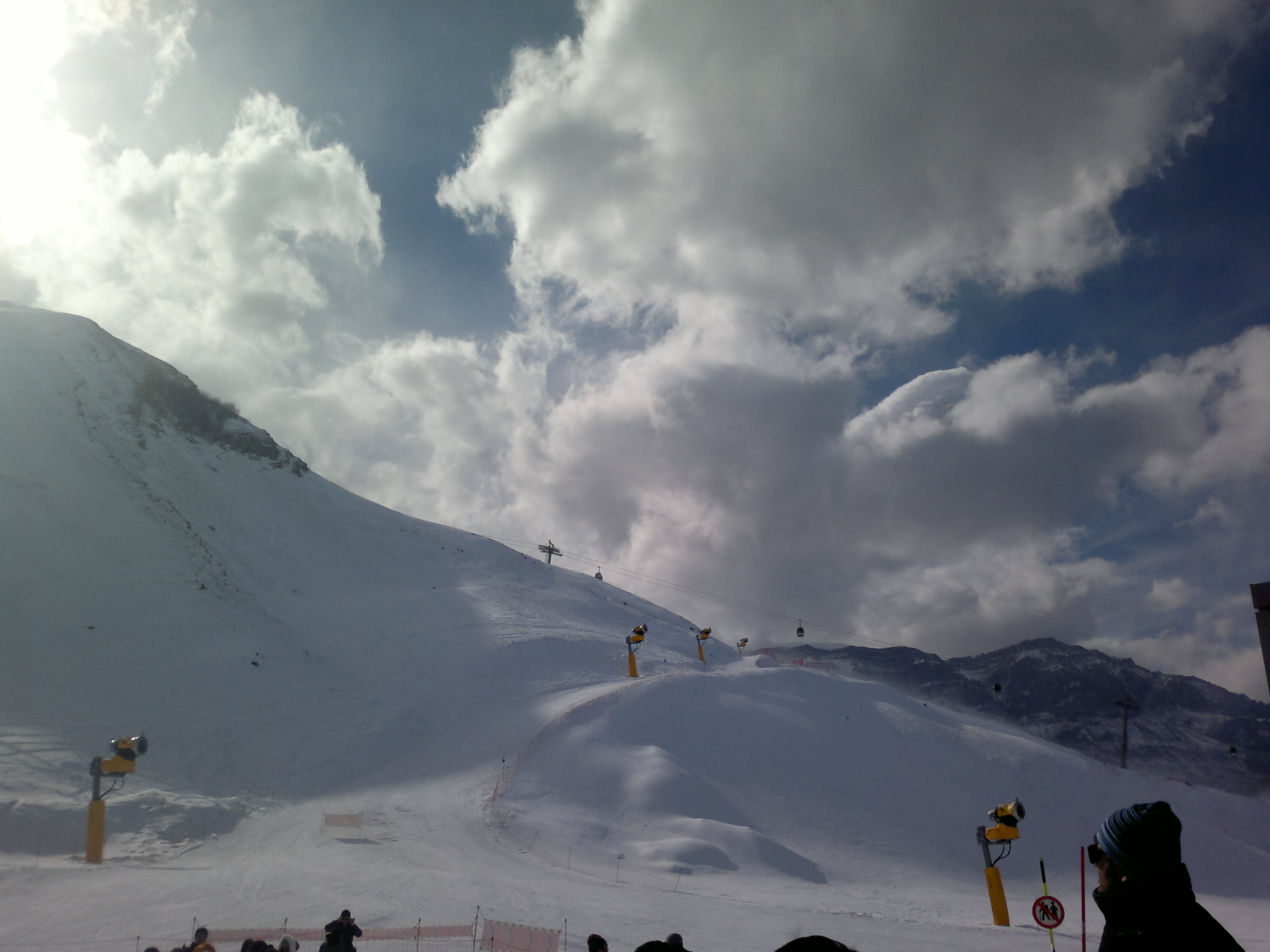
Centro de Turismo.

Andrei Chepherds fue el primero en escalar la montaña en 1892, por el desfiladero de Shahdagh. Cada año, desde el verano de 1935 hasta 1968, una compañía de cadetes consolidada de la Escuela de Infantería de Bakú, más tarde conocida como BVOKU, ascendía a la cima del Shahdagh. En 1966 , O. Drozdovsky y luego en 1993 DP. Chiyanov hicieron el ascenso a lo largo de la falla del muro noreste. 
Durante la temporada de invierno, se observan temperaturas inferiores a -20 °C, lo que provoca la congelación de cascadas de 100 metros de altura que descienden de las laderas de las montañas y las hace practicables en la escalada glacial. Cada año, los montañeros locales suben a la cumbre. En 2012, se inauguró el Chahdagh Winter and Summer Resort.